# Aeroporto de Belém Novo
O Aeroclube de Belém Novo (ICAO: SSBN) é aeródromo localizado no bairro de Belém Novo, em Porto Alegre, capital do Rio Grande do Sul. 
Suas coordenadas são as seguintes: 30°11'16.00"S de latitude e 51°10'58.00"W de longitude. Possui uma pista de 1000 m de asfalto. Frequência 131.50 MHz. A sede operacional abrange 42 hectares que são exclusivamente utilizadas para as atividades da escola.
Administrado pelo Aeroclube do Rio Grande do Sul (ARGS), atende voos de instrução, planadores e aeronaves de acrobacia. O mesmo atende por demanda, inúmeros alunos da CuCA (Curso de Ciências Aeronáuticas) da PUCRS, a qual com matérias indispensáveis para a formação aeronáutica. 

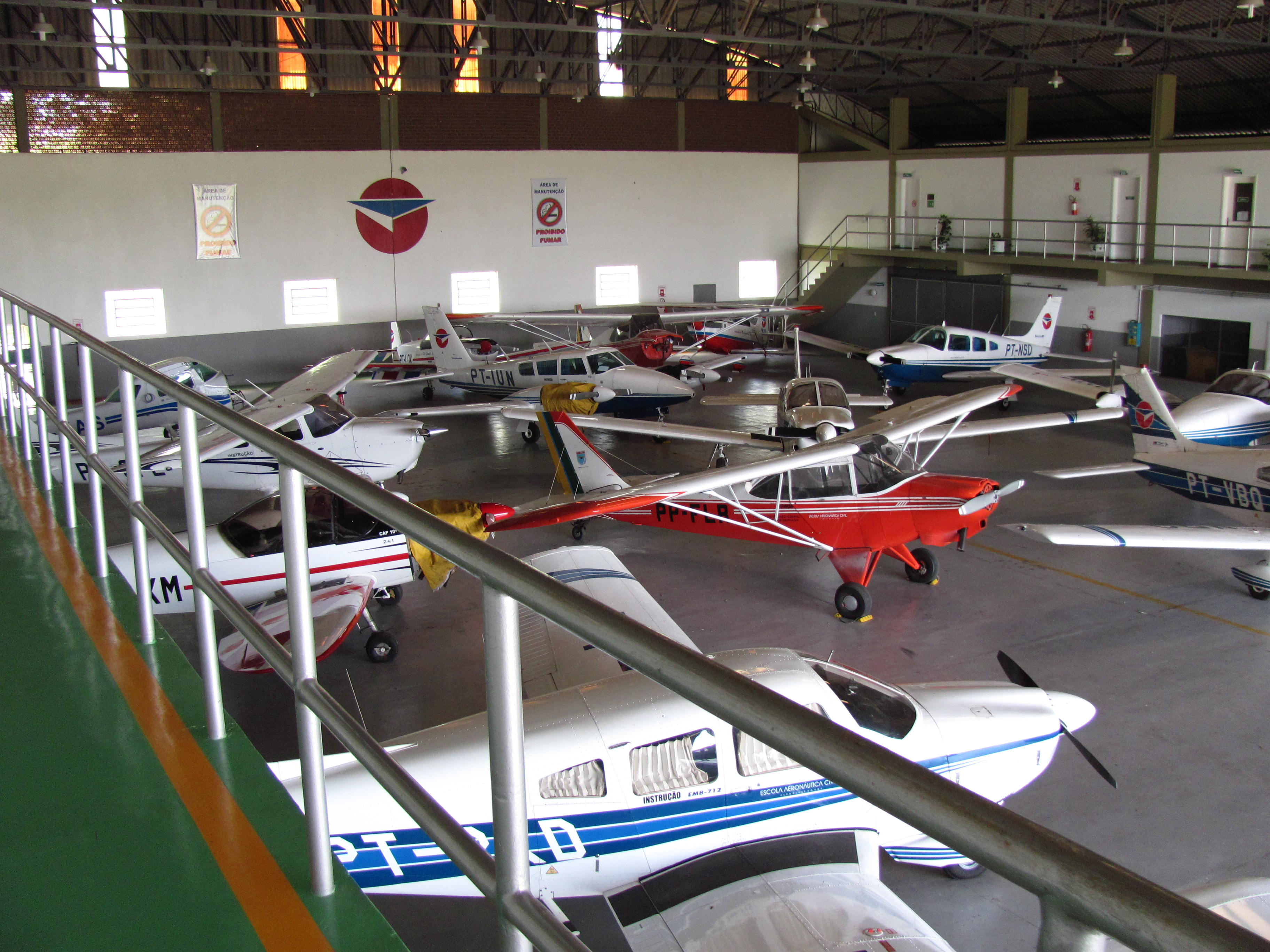
Hangar de manutenção dos aviões

## História
O Aeroclube do Rio Grande do Sul – Escola Aeronáutica Civil, foi fundada em 24 de maio de 1933, tendo como sede operacional a cidade de Canoas na Grande Porto Alegre.
Em 1937 formou a primeira turma de pilotos composta por 13 alunos e prosseguiu até o ano de 1977, oportunidade em que as atividades aéreas sofreram grandes restrições em função da proximidade com a Base Aérea de Canoas.
Após esforço dos Diretores do Aeroclube da época e contando com o apoio das Autoridades do Setor, foi construída uma nova sede na zona sul de Porto Alegre, no bairro Belém Novo, para abrigar a Escola de pilotos do Aeroclube do Rio Grande do Sul.